# Соблазн (фильм, 2015)
«Соблазн» (пол. Córki dancingu, дословно «Дочери танца»), также известен как «Приманка» (англ. The Lure) — польский музыкальный фильм 2015 года режиссёра Агнешки Смочиньской по мотивам сказки «Русалочка» Ханса Кристиана Андерсена.

## Сюжет
Действие фильма происходит в 1980-е годы. Две сестры-русалки, Злата и Сребра, встречают рок-группу Figs n 'Dates, отдыхающую на пляже в Польше. Вместе с музыкантами они отправляются в ночной клуб, где те регулярно выступают и начинают там выступать в роли стриптизёрш и бэк-вокалисток. При поддержке музыкантов русалки вскоре создают собственную группу «Приманка». Однажды после шоу Злата убивает посетителя бара и высасывает его кровь; Сребра влюбляется в басиста Метека, но для него она рыба, а не женщина.
Злата встречает Тритона, одного из морских существ и фронтмена метал-группы, который сообщает, что если её сестра влюбится, а её любимый женится на другой, то она превратится в морскую пену; а если она откажется от своего хвоста, то потеряет голос. Когда обнаруживается жертва убийства Златы, русалок выкидывают из дома группы, но они возвращаются в клуб, и группа извиняется. Сребра находит хирурга, который заменяет её хвост на пару ног, и теряет из-за этого голос; она пытается заняться сексом с Метеком, но тот испытывает отвращение, когда она кровоточит из-за шрамов от операции.
Затем Метек встречает другую женщину в студии звукозаписи и спустя некоторое время женится на ней. Сёстры посещают церемонию, Злата и Тритон предупреждают Сребру, что она должна съесть Метека до рассвета, иначе станет морской пеной. Сребра танцует с Метеком, но не может заставить себя съесть его и превращается в морскую пену на его руках. Обезумев, Злата разрывает горло Метека и возвращается в океан на виду у всей свадьбы.

## В ролях
| - Марта Мазурек — Сребра - Михалина Ольшанская — Злата - Кинга Прайс — вокалистка - Анджей Конопка — барабанщик - Якуб Гершал — басист - Зигмунт Малянович - Магдалена Целецка - Катажина Херман - Марцин Ковальчик - Иоанна Немирская - Катажина Савчук - Рома Гонсёровская - Гжегож Стельмашевский - Янина Вроньская - Кшиштоф Хмелевский - Пётр Скиба - Марта Маликовская - Збигнев Бучковский - Ивона Бельская | - Дарюш Внук - Юзеф Мика - Мацей Лубеньский - Паулина Галонзкая - Юстина Сверчиньская - Малгожата Собещаньская - Моника Бабуля - Иоанна Ендреек - Мариуш Гжибовский - Данель Добош - Игорь Облоза - Зузанна Вроньская - Барбара Вроньская - Марцин Улановский - Адриан Липиньский - Збигнев Залиньский - Станислав Ловицкий - Эва Ендрусик - Кайя Колодзейчик |

## Награды
| Награда                                 | Дата              | Категория                                       | Получатель(и)       | Итог   | Сноски |
| --------------------------------------- | ----------------- | ----------------------------------------------- | ------------------- | ------ | ------ |
| Фестиваль андеграундного кино в Калгари | 2016              | Best Narrative Feature                          | Агнешка Смочиньская | Победа | [ 4 ]  |
| Кинофестиваль «Фантаспорту»             | 2016              | Best Film                                       | Агнешка Смочиньская | Победа | [ 5 ]  |
| Кинофестиваль в Гдыне                   | 2015              | Best Debut Picture                              | Агнешка Смочиньская | Победа | [ 6 ]  |
| Кинофестиваль в Нэшвилле                | 22 апреля 2016    | Special Jury Prize for Music                    | Агнешка Смочиньская | Победа | [ 7 ]  |
| Кинофестиваль в Нэшвилле                | 22 апреля 2016    | Graveyard Shift Grand Jury Prize                | Агнешка Смочиньская | Победа | [ 7 ]  |
| Кинофестиваль в Нэшвилле                | 22 апреля 2016    | Graveyard Shift Special Jury Prize — Actress    | Марта Мазурек       | Победа | [ 7 ]  |
| Кинофестиваль в Нэшвилле                | 22 апреля 2016    | Steven Goldmann Visionary Award                 | Агнешка Смочиньская | Победа | [ 7 ]  |
| Кинофестиваль «Сандэнс»                 | 21-31 января 2016 | Special Jury Award for Unique Vision and Design | Агнешка Смочиньская | Победа | [ 8 ]  |